# 維利希夫卡 (外喀爾巴阡州)
48°15′48″N 23°3′56″E / 48.26333°N 23.06556°E
維利希夫卡（羅馬化：Vilkhivka）是烏克蘭西部的村莊，隸屬外喀爾巴阡州的胡斯特區。該村始建於1857年，面積4.93平方公里，海拔高度178米，2001年人口1,857。